# Альфред Бюловіус
Альфред Бюловіус (нім. Alfred Bülowius; нар. 14 січня 1892, Кенігсберг — пом. 9 серпня 1968, Детмольд, Північний Рейн-Вестфалія) — німецький воєначальник, генерал авіації Люфтваффе (1944) в роки Другої світової війни. Кавалер Лицарського хреста Залізного хреста (1940).

## Біографія
Військова кар'єра
- 18 серпня 1911 — фенрих
- 18 червня 1912 — лейтенант
- 18 серпня 1917 — обер-лейтенант
- 1 травня 1934 — гауптман
- 1 вересня 1934 — майор
- 1 жовтня 1936 — оберст-лейтенант
- 1 січня 1939 — оберст
- 1 червня 1941 — генерал-майор
- 1 березня 1943 — генерал-лейтенант
- 1 грудня 1944 — генерал авіації

Альфред Бюловіус народився 14 січня 1892 року у місті Кенігсберг, столиці Східної Пруссії. 23 січня 1911 року поступив на військову службу фанен-юнкером до 41-го піхотного полку (5-го Прусського) Прусської армії. З початком Першої світової війни у складі свого полку бився на Східному фронті біля Сталлупенена, при Гумбіннені, під Танненбергом, у Мазурській битві. Командував взводом, ротою, пізніше був полковим ад'ютантом. 1916 року перевівся до Імперської повітряної служби. Проходив навчання на пілота бомбардувальної авіації. За час Першої світової війни нагороджений Залізним хрестом обох ступені.
Після завершення війни служив в ескадрі прикордонного командування «Північ» у Бартенштейні. 1 січня 1920 року Бюловіус звільнився з військової служби, а 1 лютого 1920 року влаштувався на службу в поліцію. Проходив службу в поліції Східної Пруссії в Кенігсберзі, а потім у відділі повітряного спостереження «Східна Пруссія».
31 серпня 1922 року Бюловіус звільнився з поліцейської служби й до 1 квітня 1925 року працював у цивільних структурах.
1 вересня 1934 року він повернувся до військової авіації. Перший час проходив службу в Імперському міністерстві авіації в Берліні. У тому ж році він став командиром ескадрильї в Мерзебурзі, де залишався до 1936 року. Згодом призначений командиром групи для проходження служби в 253-тю бомбардувальну ескадру «Генерал Вевер». 16 листопада 1939 року став командиром льотної школи пілотів-винищувачів у Тутові.
Але вже наступного дня 17 листопада 1939 року був призначений командиром Lehrgeschwader 1, якою він командував у Західній кампанії. На початку червня 1940 року був збитий над територією Франції і потрапив до французького полону. 21 червня 1940 року після капітуляції Франції повернувся до Німеччини і до жовтня 1940 року перебував на лікуванні у військовому госпіталі. Після одужання він продовжив службу в авіації. 15 січня 1941 року став начальником школи пілотів штурмової та бомбардувальної авіації в Празі. З 2 серпня 1942 року на Східному фронті, командир бойової групи «Північ» у Повітряному командуванні Люфтваффе «Дон».
1 листопада 1942 року генерал Бюловіус призначений командиром 1-ї авіаційної дивізії. Бився у центральній частині Східного фронту. 26 червня 1943 року його призначено командиром II повітряного корпусу, яким він керував до кінця червня 1944 року на Італійському театрі війни. Після висадки союзників у Нормандії з 1 липня 1944 року командував II винищувальним корпусом, бої на півночі Франції.
1 грудня 1944 року йому присвоєне звання генерал авіації. На початку 1945 року командував 16-м округом Люфтваффе, з квітня — 3-м округом. Останні дні війни перебував у Тіролі, де під його командуванням перебували усі частини вермахту. 8 травня 1945 року капітулював союзникам, перебував у полоні до липня 1947 року.

## Нагороди

### Перша світова війна
- Залізний хрест 2-го і 1-го класу
- Нагрудний знак пілота-спостерігача (Пруссія)
- Королівський орден дому Гогенцоллернів, лицарський хрест з мечами
- Ганзейський Хрест (Гамбург)
- Нагрудний знак «За поранення» в чорному

### Міжвоєнний період
- Почесний хрест ветерана війни з мечами
- Медаль «За вислугу років у Вермахті» 4-го, 3-го, 2-го і 1-го класу (25 років)

### Друга світова війна
- Комбінований Знак Пілот-Спостерігач
- Застібка до Залізного хреста 2-го і 1-го класу
- Хрест Воєнних заслуг 2-го класу з мечами
- Лицарський хрест Залізного хреста (4 липня 1940)
- Німецький хрест в золоті (21 грудня 1942)